# Trevožnoe voskresen'e
Trevožnoe voskresen'e (Тревожное воскресенье) è un film del 1983 diretto da Rudol'f Fruntov.

## Trama
Un incendio scoppia su una petroliera straniera nel porto sovietico del Mar Nero. Una squadra di fabbri riparatori è bloccata. L'incendio si sta diffondendo sempre di più e un gruppo di soccorritori se ne occupa.